# 拟内卷剑蕨
拟内卷剑蕨（学名：Loxogramme porcata）为剑蕨科剑蕨属下的一个种。